# Leonhard Ragaz
Pour les articles homonymes, voir Ragaz.
 (avril 2025).
Leonhard Ragaz, en français Léonard Ragaz, né le 28 juillet 1868 à Tamins et mort le 6 décembre 1945 à Zurich, est un théologien réformé suisse.
Professeur de théologie à l'université de Zurich, influencé par les idées de Christoph Blumhardt, il est principalement connu comme l'un des fondateurs du mouvement des socialistes religieux (en allemand Religiöser Sozialismus, aussi « christianisme social » en français) en 1906 en Suisse alémanique aux côtés de Hermann Kutter, ainsi que comme militant pacifiste.
Il était marié à Clara Ragaz-Nadig, militante pour les droits des femmes et pacifiste.

## Biographie
Leonhard Ragaz grandit dans une famille de petits paysans dans la commune de Tamins (canton des Grisons). Après ses études de théologie à Bâle, Iéna et Berlin, il est pasteur dès 1890 à Flerden (Grisons). En 1893 il devient enseignant de langues et de religion à Coire, où il est élu pasteur en 1895. Il est engagé à la cathédrale de Bâle en 1902, c'est là qu'il écrit son premier livre, un essai en éthique : Du sollst ! (Tu devrais).
Leonhard Ragaz est influencé par la lecture des œuvres du théologien suisse Hermann Kutter, qui l'ont rapproché du mouvement ouvrier. Lors de la grève des ouvriers du bâtiment de 1903, il dit dans sa prédication aux maçons : « Si le christianisme officiel reste froid et buté face au monde nouveau qui se construit, émergeant du cœur de l'Évangile, alors c'est le sel de la terre qui devient paresseux ! ». Ragaz et Kutter rassemblent des proches lors de conférences annuelles des socialistes chrétiens. Ragaz participe à la création de la revue Neue Wege (de). Blätter für die religiöse Arbeit (Nouveaux chemins. Feuilles pour le travail religieux).
En 1908, Il devient professeur de théologie systématique et de théologie pratique à l'université de Zurich. Il adhère au Parti socialiste suisse en 1912. Durant la Première Guerre mondiale, secoué par l'éruption du nationalisme en Europe, il s'engage dans le travail international de la social-démocratie et aide à la préparation de la Conférence de Zimmerwald de 1915. Il est aux côtés des travailleurs durant la grève générale de 1918.

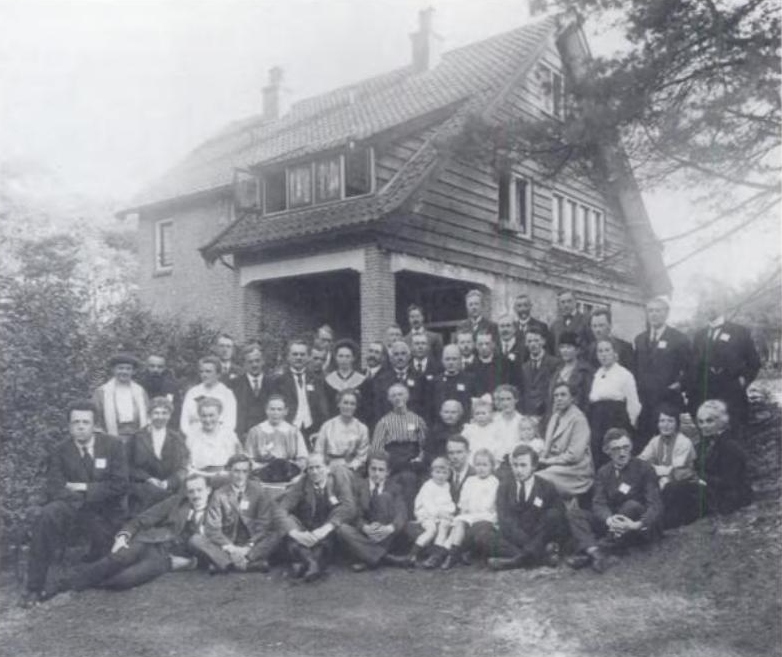
« Internationale chrétienne » aux Pays-Bas en 1919, Ragaz y participe.

Leonhard Ragaz participe en octobre 1919 à la première rencontre de Bilthoven aux Pays-Bas, une conférence internationale pour la paix qui fonde une « Internationale chrétienne » (le Mouvement international de la Réconciliation). L'ingénieur suisse Pierre Ceresole, que Ragaz a invité à la conférence, en sera l'un des premiers secrétaires. Intéressé par l'approche des quakers qu'il a rencontrés, Ragaz accueille dès 1919 les premières rencontres quakers régulières à Zurich.
À l'âge de 53 ans, en 1921, Leonhard Ragaz se retire de l'enseignement universitaire, car cela lui devient impossible de former des pasteurs pour une Église « embourgeoisée ». Il déménage avec sa famille dans un quartier ouvrier de Zurich et se consacre jusqu'à sa mort à la formation des travailleurs, à la revue Neue Wege dont il est le rédacteur en chef, et à l'engagement pour la paix au sein du Mouvement international de la réconciliation. Président du Centre suisse d'action pour la paix, il est l'un des leaders du mouvement pacifiste et antimilitariste en Suisse dans l'entre-deux-guerres. Il quitte le parti socialiste quand celui-ci abandonne sa position antimilitariste en 1935. De 1941 à 1945, la censure frappe d'interdit la revue Neue Wege, mais Ragaz continue sa publication et l'envoie sous pli fermé.

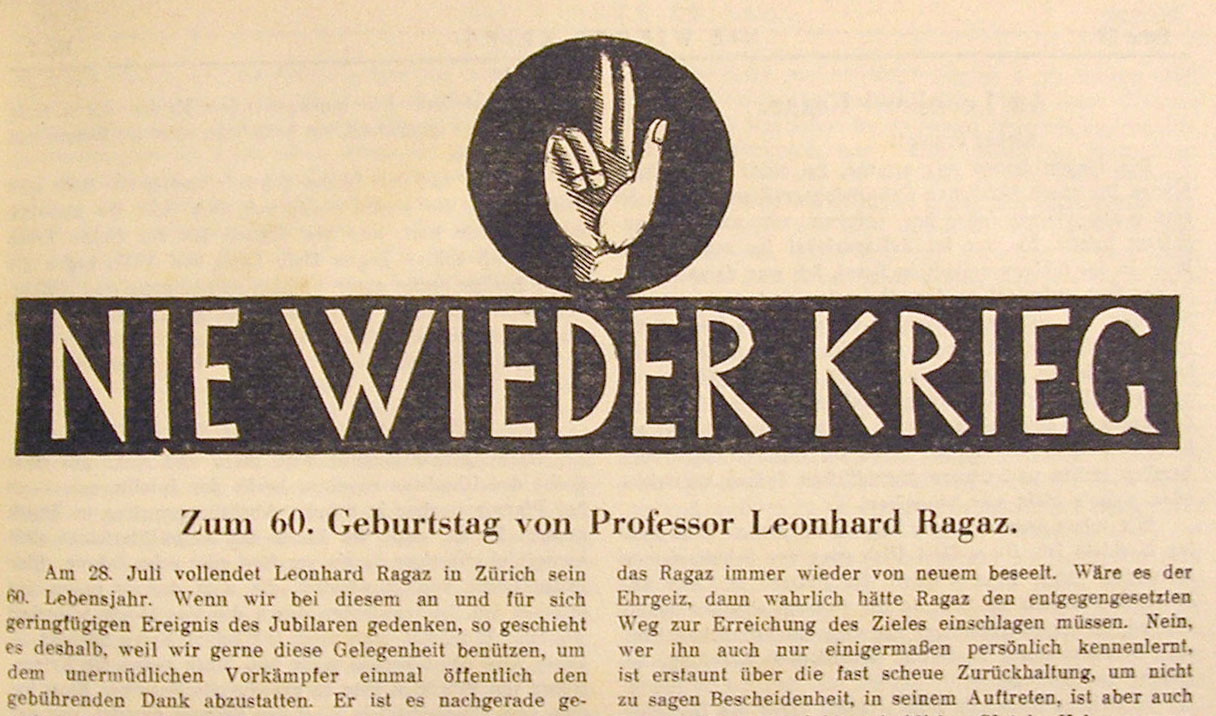
Journal dédié à Leonhard Ragaz pour son

## Socialisme chrétien et pacifisme
Pour Leonhard Ragaz, le christianisme ancien était basé sur un esprit de coopération et de collectivité. En conséquence, l'idéal socialiste de coopératives autogérées et possédées par les travailleurs est pour lui un postulat venant directement de l'évangile et de la promesse de justice dans le royaume de Dieu.
Sa conception de la croyance chrétienne dans la justice et la paix pousse Leonhard Ragaz à s'engager pour le pacifisme et l'antimilitarisme. Son enseignement est que si le capitalisme fait recours à la force et la violence, c'est le vrai reflet de sa nature, mais si le socialisme fait de même, alors c'est une trahison de ses idéaux.
L'œuvre principale de Ragaz est Die Bibel - eine Deutung (La Bible - Une interprétation), livre écrit durant la Seconde Guerre mondiale et publié en sept volumes entre 1947 et 1950.

## Hommages
En 1950, son nom a été donné à une rue à Zurich, dans le quartier de Wiedikon : « Leonhard-Ragaz-Weg ».

## Œuvres
En français
Traductions et adaptations de l'allemand.
- Le message révolutionnaire : entretiens sur le Royaume de Dieu et notre monde, adaptation française de Louis Huguenin et Eugène Porret, Delachaux et Niestlé, Neuchâtel et Paris, 1945
- Notre Bible : devons-nous, pouvons-nous la lire ?, comment la comprendre ?, trad. par Louis Huguenin et Eugène Porret, Labor, Genève, 1943
- Léonard Ragaz, Emile Brunner, Charles Fueter, Redressements : voix de la Suisse alémanique sur les problèmes actuels de la foi et de la vie dans l'Église, trad. de Louis Huguenin, Eugène Porret... et al., Labor, Genève ; éd. Je sers, Paris, 1943
- Nouveaux cieux, terre nouvelle, trad. de l'allemand par Henri Roser, éditions de La Réconciliation, Aubervilliers, 1939
- Messages d'un chrétien, trad. de l'allemand par Henri Roser, éd. Je sers, Paris, 1936
- Le désarmement comme mission de la Suisse, résumé et trad. par Alice Descœudres, Genève, 1924
- La démocratie nouvelle, éd. Forum, Neuchâtel et Genève, 1923, (collection du Nouvel Essor no 1)
- La Suisse nouvelle, trad. de l'allemand par Gabrielle Godet, éd. Atar, Genève, 1918, 2e éd.
- Il y a Paix et Paix... ! : parole franche d'un Suisse au peuple suisse, Genève, 1918
- Christianisme et patrie : discours prononcé à la Conférence religieuse-sociale de Berne en octobre 1910, trad. de l'allemand par E. Pieczynska, Le Christianisme social, Paris, 1912

En allemand
Sélection.
- Du sollst. Grundzüge einer sittlichen Weltanschauung, Waetzel, Freiburg im Breisgau, 1904
- Religionsphilosophie, 2 volumes, Zurich, 1909
- Weltreich, Religion und Gottesherrschaft, 2 volumes, Rotapfel, Zurich/Leipzig, 1922
- Von Christus zu Marx – von Marx zu Christus. Ein Beitrag, Harder, Wernigerode, 1929
- Gedanken. Aus vierzig Jahren geistigen Kampfes, Ausgewählt von Freunden, Herbert Lang, Bern, 1938
- Die Botschaft vom Reiche Gottes. Ein Katechismus für Erwachsene, Herbert Lang, Bern, 1942
- Die Bibel. Eine Deutung, 7 volumes, Diana, Zurich, 1947–1950
- Mein Weg. Eine Autobiographie, 2 volumes, Diana, Zurich, 1952
- Eingriffe ins Zeitgeschehen. Reich Gottes und Politik. Texte von 1900 bis 1945, Hrsg. v. Ruedi Brassel und Willy Spieler, Exodus, Luzern, 1995,  (ISBN 978-3-905575-56-9)
- Leonhard Ragaz in seinen Briefen, hrsg. v. Christine Ragaz et al., EVZ (Band 1) bzw. TVZ:
  - Volume 1 : 1887–1914, Zurich, 1966,  (ISBN 978-3-290-11187-8)
  - Volume 2 : 1914–1932, Zurich, 1982,  (ISBN 978-3-290-11469-5)
  - Volume 3 : 1933–1945, Zurich, 1992,  (ISBN 978-3-290-10869-4)